# Craig Mack
Craig Jamieson Mack (ur. 10 maja 1970 w Nowym Jorku, zm. 12 marca 2018 w Walterboro) – amerykański raper pochodzący z Nowego Jorku.

## Kariera muzyczna
Swoją aktywność rozpoczął w 1988 roku, kiedy jeszcze jako nastolatek pod pseudonimem MC EZ wydał swój pierwszy singiel pt. „Just Rhymin” w wytwórni Fresh. Na początku lat 90. poznał Seana Combsa, który 1992 roku zaprosił go do współpracy przy utworze „You Don’t Have to Worry” Mary J. Blige. W 1994 roku Craig Mack wydał swój drugi singiel pt. „Flava In Ya Ear”, który zdobył status platyny. Singiel był notowany 9. miejscu w zestawieniu Billboard Hot 100. Jeszcze we wrześniu tego samego roku, raper wydał swój debiutancki album pt. Project Funk Da World, który był promowany przez dwa kolejne single „Making Moves with Puff” oraz „Get Down”. Produkcją albumu zajął się Easy Mo Bee. W 1997 roku Mack wydał swój drugi album studyjny pt. Operation: Get Down”, którego głównym producentem został Eric B. Album był promowany singlem „What I Need”. W 2006 roku raper rozpoczął pracę nad nowym albumem pod roboczą nazwą The Affiliation, jednak dość szybko porzucono jego realizację.

## Dyskografia

### Albumy studyjne
- Project Funk Da World (1994)
- Operation: Get Down (1997)

### Single
- „Flava in Ya Ear” (1994)
- „Get Down” (1994)
- „What I Need” (1997)
- „Style” (1998)